# Pizza capricciosa

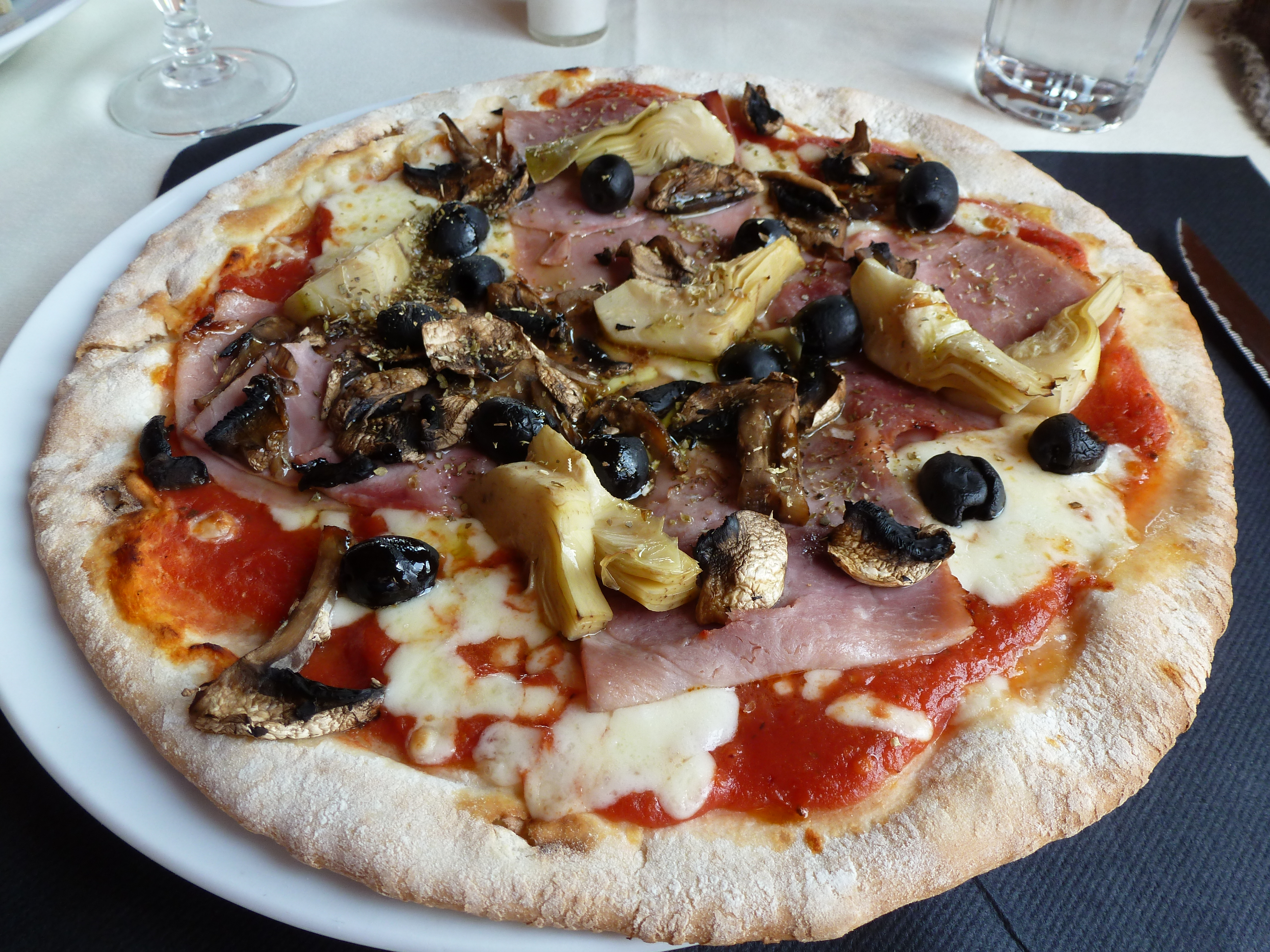
Pizza capricciosa

Die Pizza capricciosa (ital. Aussprache [ˈpitːsa kapritˈtʃoza], capriccioso „kapriziös, wechselhaft“) ist eine traditionelle italienische Pizza, die mit Tomaten, Mozzarella, Basilikum, Champignons, Artischocken, gekochtem Schinken und Oliven belegt wird. Die Zutaten können leicht variieren.
Die Zutaten sind denen der Pizza alle quattro stagioni ähnlich, werden im Unterschied zu ihr aber nicht separat auf der Pizza verteilt, sondern durcheinander gemischt.